# CRISPR

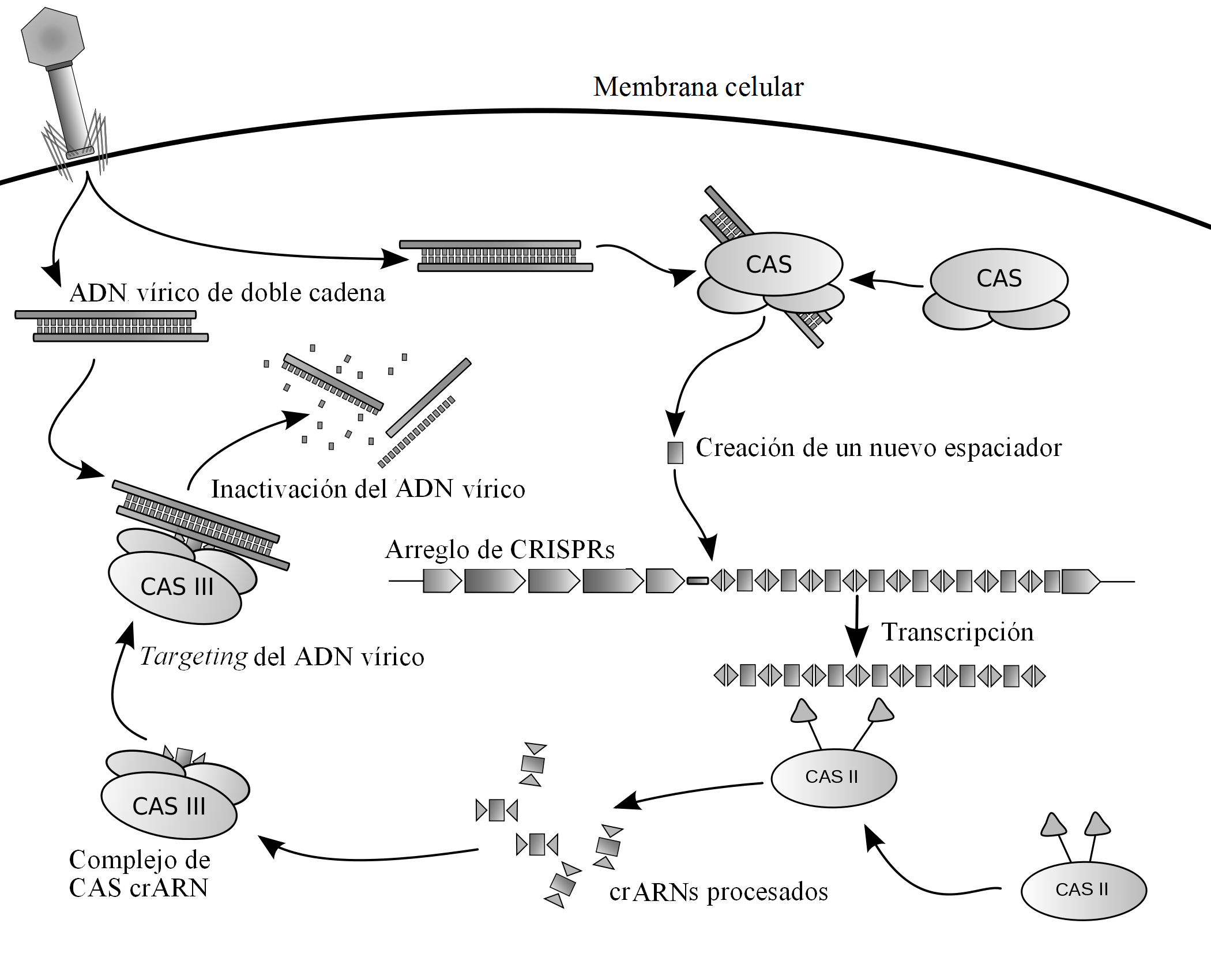
Diagrama del posible mecanismo de los CRISPR.

CRISPR (en inglés: Clustered Regularly Interspaced Short Palindromic Repeats, en español: repeticiones palindrómicas cortas agrupadas y regularmente interespaciadas) es una familia de secuencias de ADN de origen viral que se encuentran integradas en el genoma de los organismos procariotas. Dichas secuencias consisten en fragmentos de ADN de virus bacteriófagos que han infectado a bacterias y arqueas en el pasado y que estas han incluido en su propio código genético. Estos fragmentos son utilizados por la célula procariota en el futuro para detectar y destruir el material genético de virus infecciosos similares mediante proteínas que, con base en las secuencias integradas de ataques anteriores, reconocen y cortan el nuevo ADN viral dejándolo inutilizado, funcionando como un sistema inmunitario de defensa procariota eficaz y altamente específico. Además de jugar un papel clave en los sistemas de defensa bacterianos, estas secuencias formaron la base de una revolucionaria tecnología de vanguardia conocida como CRISPR/Cas, que es capaz de modificar los genes de cualquier organismo utilizando una familia de enzimas con actividad endonucleasa asociadas a CRISPR conocidas como Cas, tal como la Cas9 del sistema CRISPR/Cas9. 
En términos más técnicos, los arreglos CRISPR son loci de ADN que contienen repeticiones cortas de secuencias de bases. Tras cada repetición siguen segmentos cortos de "ADN espaciador" proveniente de exposiciones previas a un virus. Se encuentran en aproximadamente el 40% de los genomas bacterianos y en el 90% de los genomas secuenciados de las arqueas. Con frecuencia se hallan asociados con los genes cas que codifican para proteínas nucleasas conocidas como Cas relacionadas con los CRISPR. El sistema CRISPR/Cas es un sistema inmunitario procariótico que confiere resistencia a agentes externos como plásmidos y bacteriófagos y provee una forma de inmunidad adquirida. Los espaciadores de los CRISPR reconocen secuencias específicas y guían a las nucleasas Cas para cortar y degradar esos elementos génicos exógenos de una manera análoga al ARNi en sistemas eucarióticos.
Desde 2013 el sistema CRISPR/Cas se ha utilizado para la edición de genes (agregando, interrumpiendo o cambiando las secuencias de genes específicos) y para la regulación génica en varias especies. Al administrar la proteína Cas9 y los ARN guía apropiados a una célula, el genoma de esta puede cortarse en los lugares deseados, cuyas secuencias serán complementarias a las de los ARN guía utilizados. Esto permite la eliminación funcional de genes o la introducción de mutaciones (tras la reparación del corte realizado por la maquinaria celular de reparación del ADN) para estudiar sus efectos. Modificaciones recientes del sistema CRISPR/Cas9 permiten también actuar sobre la transcripción de los genes, modificando así solo su nivel de funcionamiento, pero no la información genética. Los investigadores plantean que los CRISPRs quizás puedan usarse para construir sistemas de entrega de genes guiados por ARN que lleguen a alterar los genomas de poblaciones enteras.

## Antecedentes
Las bacterias pueden incorporar ADN externo en otras circunstancias e incluso pueden tomar ADN dañado de su medio.
Las secuencias repetidas que luego se conocerían como CRISPR fueron identificadas por primera vez por un grupo de científicos japoneses en 1987 (Yoshizumi Ishino et al). y luego más tarde de forma independiente por el científico Francisco J. M. Mojica (Universidad de Alicante) a principios de los años 90 en una arquea Haloferax mediterranei y los resultados fueron publicados en 1993, tras haber sido anteriormente descritas en bacterias (Escherichia coli y Mycobacterium bovis). Inicialmente fueron utilizadas para el tipado de bacterias, para diferenciar distintos aislados, cepas y especies. Estudios iniciales por Francisco J. M. Mojica y   colaboradores postularon el posible papel de estas secuencias en la partición de replicones. En el año 2000, Francisco J. M. Mojica y colaboradores detectaron un gran número de estas secuencias repetidas en bacterias, arqueas y mitocondrias y propusieron el nombre de Short Regularly Spaced Repeats (SRSR, en castellano "Repeticiones Cortas Regularmente Espaciadas". Pocos años después, Francisco J. M. Mojica propuso y acuñó el acrónimo CRISPR (del inglés: Clustered Regularly Interspaced Short Palyndromic Repeats), propuesta que quedó recogida en una publicación de microbiólogos holandeses en 2002 y que sería utilizada universalmente desde entonces para referirse a estas secuencias. También, en la misma publicación, se describió por vez primera un conjunto de genes, algunos de los cuales codifican nucleasas o helicasas putativas, asociados a las secuencias repetidas CRISPR (los genes cas o asociados a CRISPR: del inglés: CRISPR associated).

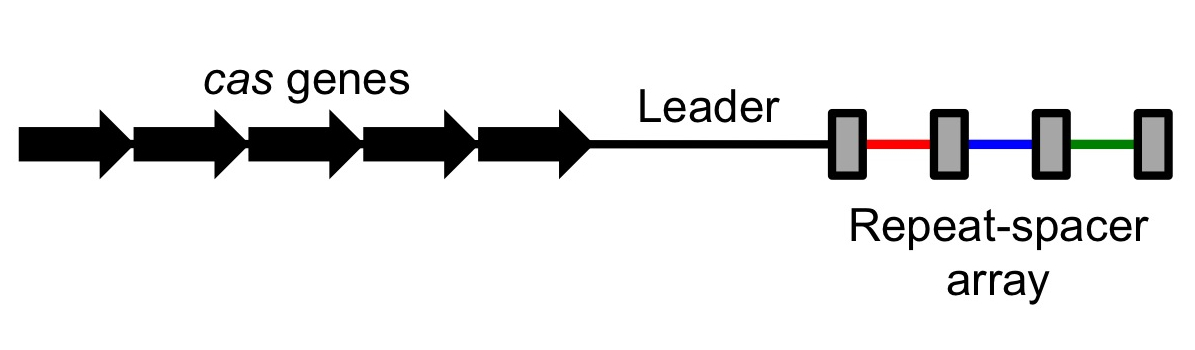
Diagrama simplificado de un locus CRISPR, donde se muestran sus tres componentes mayoritarios: los genes cas, una secuencia líder y un arreglo de repeticiones-espaciadores. las repeticiones se muestran como cajas grises y los espaciadores son las barras de color. El arreglo de esos tres componentes no siempre es como se muestra. Además, en el mismo genoma pueden presentarse varios CRISPRs con un DR similar, de los cuales solo uno esté asociado con los genes cas.

En 2005, tres grupos de investigación independientes mostraron que algunos de los espaciadores de los CRISPRs se derivan de diversas fuentes de ADN como ADN de fagos y ADN extracromosomal como los plásmidos. Nuevamente fue el grupo de Francisco J. Mojica quien primero se dio cuenta de que las secuencias CRISPR y los espaciadores asociados podían formar parte de algún sistema inmune propio de estos microorganismos procarióticos, quien primero estableció la relación entre CRISPR e inmunidad. Esas observaciones clave indican que el sistema CRISPR/cas puede tener un rol en la inmunidad adaptativa en las bacterias. Koonin y sus asociados propusieron que los espaciadores sirven como plantilla para moléculas de ARN, análogo a un sistema que usan los eucariontes llamado interferencia por ARN.
En 2007 Barrangou, Horvath (científicos de la industria alimenticia en Danisco) y el grupo de Moineau en la Université Laval (Canadá) mostraron que podían alterar la resistencia de Streptococcus thermophilus a ataques de fagos con ADN espaciador.

### Cas9
Jennifer Doudna y Emmanuelle Charpentier, ganadoras del Premio Nobel de Química 2020, junto con Francisco Juan Martínez Mojica, habían estado explorando de manera independiente a las proteínas asociadas a CRISPR para aprender cómo las bacterias utilizan a los espaciadores en sus sistemas inmunes. Juntos estudiaron un sistema CRISPR más simple que se basa en una proteína llamada Cas9. Encontraron que las bacterias responden ante un fago invasor al transcribir espaciadores y ADN palindrómico en una larga molécula de ARN y que entonces la célula utilizaba un ARN llamado Trans-activating crRNA (tracrRNA) y también Cas9 para cortarla en pedazos llamados ARNcr.
Cas9 es una nucleasa, una enzima especializada en cortar ADN, con dos sitios de corte activos (HNH y RuvC), uno para cada hebra de la doble hélice. El equipo demostró que podrían desactivar uno o ambos sitios preservando la habilidad de Cas9 de ser específico para su ADN objetivo. Jinek combinó al tracrRNA y ARN espaciador para formar una molécula llamada single-guide RNA que, al combinarse con Cas9, podía encontrar y cortar los blancos correctos de ADN. Jinek propuso que estos ARN guía sintéticos podrían usarse para la edición de genes.
La primera vez que se mostró que CRISPR funcionaba como una herramienta de ingeniería genética en cultivos de células humanas fue en 2012. Desde entonces se ha utilizado en muchos organismos, incluida la levadura del pan (Saccharomyces cerevisiae), el pez cebra (Danio rerio), la mosca de la fruta (Drosophila melanogaster), nematodos (Caenorhabditis elegans) plantas y ratones, entre otros.
Adicionalmente, CRISPR ha sido modificada para hacer factores de transcripción programables que permiten a los científicos silenciar o activar ciertos genes.
Existen ahora librerías con decenas de miles de ARN guía.
La primera evidencia de que CRISPR puede revertir síntomas de enfermedad en organismos vivos fue demostrada en marzo de 2014, cuando investigadores del MIT curaron a ratones de desórdenes genéticos del hígado.

### Cas12a (anteriormente Cpf1)
En 2015, la nucleasa Cpf1 se descubrió en el sistema CRISPR/Cpf1 de la bacteria Francisella novicida. Cpf1 mostró varias diferencias claves de Cas9 incluyendo: causando un corte 'escalonado' en el ADN de doble hebra, en oposición al corte 'brusco' producido por Cas9, basándose en un PAM rico en T (proporcionando sitios de orientación alternativos a Cas9) y requiriendo solamente Un CRISPR ARN (CRRNA) para el éxito de la orientación. Por el contrario Cas9 requiere tanto crARN y un crARN trans activado (tracrRNA)). 
Actualmente esta nucleasa recibe el nombre de Cas12a, y presenta algunas variantes en función del organismo de origen, entre las que se encuentran AsCas12a (presente en la bacteria Acidaminococcus), y LbCas12a (presente en Lachnospiraceae bacterium). Además, en esta última variante se descubrió una mutación puntual, D156R, que representa la sustitución del aminoácido ácido aspártico por arginina en la posición 156 de la proteína. Cas12aD156R muestra un aumento en la eficiencia de corte en el modelo vegetal Arabidopsis thaliana, similar al que después se corroboró en D. melanogaster, generando una eficiencia en la tasa de edición génica próxima a la observada en Cas9.

### CasΦ
Se trata de una nucleasa hipercompacta descrita en 2020 que representa la mitad del peso molecular de Cas9/Cas12 y con características similares en su utilización como herramienta para la edición génica. Además, se ha adaptado de forma exitosa a la edición in vivo en Drosophila melanogaster de forma precisa sin generar cortes en el ADN de doble cadena.

### Predecesores para edición génica
Al inicio de la década de los 2000, investigadores desarrollaron las nucleasas con dedos de zinc, proteínas sintéticas cuyas regiones de unión a ADN les permitían cortar el ADN en puntos específicos. Después, las nucleasas sintéticas llamadas TALENs dieron una vía más sencilla para llegar a ADN específico y se predijo que sobrepasarían a las de los dedos de zinc. Ambas dependen de la elaboración de proteínas específicas para cada ADN objetivo, un procedimiento bastante más complicado que los ARN guía. Los CRISPRs son más eficientes y pueden llegar a más genes que ambas técnicas.

### Primera edición génica comunicada en julio de 2017
El 12 de julio de 2017 la revista británica Nature comunicó un trabajo recibido el 22 de agosto de 2016, comunicando que investigadores de la Universidad de Harvard modificaron en el genoma de un grupo de bacterias, por medio de corta-pega o copipasteo genético logrado con la técnica CRISPR, la información digital de una fotografía y un GIF o animación corta. Después secuenciaron el ADN de los microorganismos para recuperar la imagen y el video con una precisión del 90%. El avance atrajo nuevo interés científico en el campo de la ‘grabación molecular’ y en particular conjeturas, al parecer prematuras e inexactas, sobre la memorización en sistemas accedidos desde un psiquismo.

## Estructura del locus

### Repeticiones y espaciadores
Los loci de CRISPR van de 24 a 48 pares de bases. Las repeticiones están separadas por espaciadores de longitud similar. Algunas secuencias espaciadoras de CRISPR son complementarias a las de los plásmidos y fagos, aunque algunos espaciadores se complementan con el genoma procarionte (espaciadores autoreplicativos). Pueden añadirse rápidamente espaciadores nuevos como respuesta a una infección por un fago.

### Genes cas y subtipos de CRISPR
Los genes asociados a CRISPR, llamados cas, son genes frecuentemente relacionados con los arreglos de repeticiones CRISPR. Análisis extensivos de genómica comparativa han identificado a muchos genes cas diferentes; un análisis inicial de 40 genomas de bacterias y arqueas sugirió que podría haber 45 familias de genes cas, con solo dos genes, cas1 y cas2, siendo omnipresentes. El sistema actual de clasificación de CRISPR agrupa a los operones en cas en tres grupos mayores, cada uno con múltiples subdivisiones basadas en filogenia de cas1 y en el complemento del operón del gen cas. Aparte de cas1 y cas2, las tres divisiones mayores tienen conjuntos muy diferentes de genes constitutivos, con cada una de las divisiones conteniendo un ‘gen característico’ encontrado exclusivamente en esa subdivisión. Muchos organismos contienen múltiples sistemas CRISPR-Cas sugiriendo que son compatibles e incluso podrían compartir elementos. La distribución esporádica de los subtipos de CRISPR/Cas sugiere que el sistema está sujeto a la transferencia genética horizontal durante la evolución microbiana.
| Tipo Cas | Gen característico | Función | Referencia    |
| -------- | ------------------ | --- | ------------- |
| I        | Cas3               | Nucleasa para ADN de cadena sencilla. Helicasa dependiente de ATP                                                                   | [ 45 ]        |
| IA       | Cas8a              | Subunidad del módulo de interferencia                                                                                               | [ 46 ]        |
| IB       | Cas8b              | Subunidad del módulo de interferencia                                                                                               | [ 46 ]        |
| IC       | Cas8c              | Subunidad del módulo de interferencia                                                                                               | [ 46 ]        |
| ID       | Cas10d             | Contiene un dominio homólogo al dominio de las polimerasas de ácidos nucleicos y ciclasas de nucleótidos                            | [ 43 ] [ 47 ] |
| IE       | Cse1               | Contiene un dominio homólogo al dominio de las polimerasas de ácidos nucleicos y ciclasas de nucleótidos                            | [ 43 ] [ 47 ] |
| IF       | Csy1               | Indeterminado |               |
| II       | Cas9               | Las nucleasas RuvC and HNH, juntas, producen cortes en cadena doble, y de manera separada pueden producir cortes en cadena sencilla | [ 48 ]        |
| IIA      | Csn2               | Indeterminado |               |
| IIB      | Cas4               | Indeterminado |               |
| IIC      |                    | Caracterizado por la ausencia ya sea de Csn2 o Cas4                                                                                 | [ 49 ]        |
| III      | Cas10              | Homólogo de Cas10d y Cse1 | [ 47 ]        |
| IIIA     | Csm2               | Indeterminado |               |
| IIIB     | Cmr5               | Indeterminado |               |

## Mecanismo

Las etapas de inmunidad CRISPR por cada uno de los tres tipos mayores de inmunidad adaptativa. (1) Comienza la adquisición por el reconocimiento de ADN invasor por Cas1 and Cas2 y hay corte de un protoespaciador. (2) El protoespaciador se liga a repetidos directos adyacentes a la secuencia líder y (3) la extensión de cadena sencilla repara el CRISPR y duplica el repetido directo. El procesado e interferencia de ARNcr ocurren diferentemente en cada uno de los tres sistemas mayores de CRISPR. (4) El transcrito primario de CRISPR es cortado por los genes cas para producir ARNcr. (5) En sistemas tipo I, Cas6e/Cas6f cortan en la unión de ARN de cadena sencilla y ARN de cadena doble formada por vueltas tipo "hairpin" en el repetido directo. Los sistemas tipo II usan un ARN trans-activador (tracr) para formar ARN de cadena doble, el cual es cortado por Cas9 y la RNasaIII. Los sistemas tipo II usan un homólogo de Cas 6 que no requiere vueltas tipo hairpin en los repetidos directos para efectuar el corte. (6) En los sistema II y III, se hace un recorte secundario ya sea en el extremo 5’ o 3’ para producir ARNcr maduros. (7) Los ARNcr maduros se asocian con las proteínas cas para formar complejos de interferencia. (8) En sistemas tipo I y II, el apareamiento de bases entre el ARNcr y el PAM provoca la degradación del ADN invasor. En el tipo III, los sistemas no requieren PAM para la degradación exitosa y el apareamiento de bases en los sistemas tipo III-A ocurre entre ARNcr y ARNm en vez de con ADN, dirigido por los sistemas tipo III-B.

### Adquisición de los espaciadores dentro de los loci de los CRISPR
Capturar al ADN invasor e integrarlo en un locus CRISPR en forma de un espaciador es la primera etapa en la respuesta inmune. La prevalencia de cas1 y cas2 fue la primera pista de que estaban involucrados en la adquisición de los espaciadores ya que todos los CRISPRs comparten la estructura repetitiva regular. Estudios de mutaciones confirmaron esta hipótesis ya que al remover cas1 o cas2 impedía la adquisición de espaciadores, sin afectar la respuesta inmune CRISPR en sí. La función exacta de Cas1 y Cas2 se desconoce, sin embargo un número de proteínas Cas1 se han caracterizado bioquímicamente y se han resuelto sus estructuras.  Las proteínas Cas1 tienen secuencias de aminoácidos muy diversas, sin embargo sus estructuras cristalinas son sorprendentemente similares y todas las cas1 purificadas son nucleasas dependientes de metales que se unen a ADN en modo independiente de secuencia. Las proteínas Cas2 representativas también han sido caracterizadas y poseen actividad específica de endorribonucleasa ya sea para ARN de cadena sencilla o ADN de cadena doble  Los datos funcionales y estudios de mutación genética sugieren que Cas1 y Cas2 cortan fragmentos de ADN invasor y los insertan en arreglos CRISPR.
El análisis bioinformático de regiones de genomas de fagos que fueron cortados como espaciadores (denominados protoespaciadores) reveló que estos no estaban distribuidos aleatoriamente sino más bien se encontraban adyacentes a secuencias cortas de ADN  (de 3 a 5 pb) llamadas PAMs (protospacer adjacent motifs en inglés). El análisis de los sistemas CRISPR-Cas de las tres divisiones mayores han mostrado que los PAMs son importantes para los sistemas tipo I y II, pero no para el III durante el proceso de adquisición de espaciadores. En sistemas tipo I y II, los protoespaciadores se cortan en posiciones adyacentes a una secuencia PAM, con el otro extremo del espaciador siendo cortado con un mecanismo tipo regla inherente a la proteína Cas1, manteniendo así la regularidad en tamaño de los espaciadores a lo largo del arreglo de CRISPR. La conservación de la secuencia PAM difiere entre los sistemas CRISPR-Cas y parece estar ligada evolutivamente a cas1 y a la secuencia líder.
Los nuevos espaciadores se añaden a un arreglo de CRISPR en un modo direccional, ocurriendo preferencialmente pero no exclusivamente, en forma adyacente a la secuencia líder. El análisis del sistema tipo I-E de E. coli ha demostrado que la primera repetición directa, adyacente a la secuencia líder, es copiado, con el espaciador recientemente adquirido siendo insertado entre la primera y segunda repeticiones directas. La secuencia PAM también parece ser importante durante la inserción de espaciadores de sistemas tipo I-E. La secuencia PAM del sistema I-E contiene un nucleótido final fuertemente conservado (adyacente al primer nucleótido del protoespaciador) y se ha mostrado que este nucleótido se convierte en la base final en la primera repetición directa. Esto sugiere que la maquinaria de adquisición de espaciadores genera overhangs de cadena sencilla en la penúltima posición de la repetición directay en el PAM durante la inserción del espaciador. Sin embargo no todos los sistemas CRISPR-Cas parecen tener este mecanismo ya que los PAMs caracterizados en otros organismos no muestran el mismo nivel de conservación en la posición final. Es probable que en esos sistemas, un extremo romo es generado al final de la repetición directa y el protoespaciador durante la adquisición. Análisis reciente de CRISPRs de Sulfolobus solfataricus han revelado más complejidades al modelo canónico de la inserción de espaciadores ya que uno de sus seis locus insertó espaciadores de manera aleatoria a lo largo de su arreglo CRISPR, opuesto a una inserción más cercana a la secuencia líder.
Ha sido notado en una cantidad de CRISPRs que estos contienen muchos espaciadores para el mismo fago. El mecanismo que causa este fenómeno ha sido dilucidado recientemente en el sistema tipo I-E de E. coli. Una mejora significativa en la adquisición de espaciadores ha sido detectada donde ya hay espaciadores con el fago como objetivo inclusive con "desajustes" al protoespaciador. Este ‘cebado’ requiere que tanto las proteínas Cas involucradas en adquisición como en interferencia interactúen entre sí. Los espaciadores nuevamente adquiridos que resultan del mecanismo de cebado siempre se encuentran en la misma cadena que la del espaciador original que produjo el cebado. Esta observación ha llevado a la hipótesis de que la maquinaria de adquisición recorre el ADN extraño después del cebado para encontrar un nuevo protoespaciador.

### Etapa de interferencia
La respuesta inmune por CRISPR ocurre en dos etapas: la biogénesis de CRISPR-ARN (ARNcr) y la interferencia guiada por ARNcr. Un arreglo de CRISPR es transcrito de un promotor en el líder en un solo transcrito largo. Este transcrito es procesado por cortes dentro de las secuencias repetidas para formar ARNcr. Los mecanismos para producir ARNcr maduros varían de gran manera entre los tres sistemas principales de CRISPR-Cas. Tanto en sistemas del tipo I-E como I-F las proteínas Cas6e y Cas6f respectivamente, reconocen giros creados por la naturaleza palindrómica de las repeticiones directas.  Esas proteínas cortan el transcrito primario en la unión entre los ARN de cadena sencilla y doble, dejando un extremo 5ʹ de 8 nucleótidos originado de la repetición en los ARNcr maduros y con una secuencia espaciadora. Los sistemas tipo III también usan Cas6, sin embargo, sus repeticiones no producen girosstem-loops, sino que la escisión ocurre por el "enroscamiento" del transcrito primario a lo largo de la Cas6 para permitir la división justo antes de la secuencia de repetición. Los sistemas tipo II no poseen el gen Cas6 así que utilizan a la ARNsaIII para hacer los cortes. Los sistemas funcionales tipo II codifican un pequeño ARN adicional que es complementario a la secuencia de las repeticiones conocido como ARN trans-activador(tracrRNA). La transcripción del tracrRNA y del transcrito primario CRISPR resulta en emparejamiento de bases y la formación de ARN de doble cadena en la secuencia de repeticiones, la cual es subsecuentemente cortada por la ARNasaIII para producir ARNcr. A diferencia de los otros dos sistemas el ARNcr no contiene el espaciador completo, está truncado en un extremo por diez nucleótidos.
Los ARNcr se asocian con las proteínas Cas para formar complejos de ribonucleótidos que reconocen ácidos nucleicos extraños. Experimentos con fagos y plásmidos han indicado que los ARNcr no tienen preferencia por cadenas codificantes o no codificantes, lo cual indica un sistema específico para ADN guiado por ARN.  El complejo tipo I-E (llamado Cascade de forma común) requiere cinco proteínas Cas arregladas en una configuración que recuerda a un caballo de mar, unidas al ARNcr de cadena sencilla que está unido a lo largo del "lomo". Durante el estado de interferencia en los sistemas tipo I la secuencia PAM es reconocida en la cadena complementaria al ARNcr y se requiere junto con el apareamiento de ARNcr. En los sistemas tipo I, el correcto emparejamiento entre el ARNcr y los protoespaciadores señaliza un cambio conformacional en Cascade que recluta a Cas3 para la degradación del ADN.
Los sistemas de tipo II utilizan una proteína multifuncional, Cas9, para el paso de interferencia. La Cas9 requiere tanto al ARNcr como al tracrRNA para funcionar y corta al ADN usando sus dominios duales de endonucleasa: HNH y RuvC. El apareamiento de bases entre el PAM y el genoma del fago también se requiere en los sistemas tipo II, sin embargo el PAM es reconocido en la misma cadena que el ARNcr (la cadena opuesta a los sistemas tipo I).
Los sistemas tipo III, como los de tipo I, requieren un complejo multiproteico para asociarse con el ARNcr. Análisis bioquímicos y estructurales de S. solfataricus y Pyrococcus furiosus han dilucidado que seis o siete proteínas cas se unen a los ARNcr, respectivamente.  Sorpredentemente, los sistemas tipo III analizados en S. solfataricus y P. furiosus son específicos para el ARNm de fagos y plásmidos, lo cual puede hacer a esos sistemas capaces de ser específicos para genomas de fagos basados en ARN.
El mecanismo para distinguir ADN propio del externo durante la interferencia está dentro de los ARNcr y por lo tanto se infiere que es conservado en los 3 sistemas. Aun a través del proceso de maduración distintiva de cada uno de los tipos, todos los ARNcr contienen una secuencia espaciadora y una porción de la repetición en uno o ambos extremos. Es la secuencia parcial de repeticiones la que previene que el sistema CRISPR-Cas ataque al cromosoma ya que el apareamiento de bases más allá de la secuencia del espaciador es una señal de que pertenece a sí mismo y previene el corte de ADN en el cromosoma. Las enzimas de CRISPR guiadas por ARN se clasifican como enzimas de restricción tipo V.

## Mutaciones aleatorias
En 2017 se demostró en un estudio que este tipo de ingeniería genética puede generar centenares de mutaciones aleatorias no esperadas.
Dos días después de esta publicación, la reconocida revista Science publica un artículo que pone en entredicho la veracidad de este estudio crítico. Diferentes estudios anteriores muestran un alto nivel de especificidad de CRISPR.
Para la comprobación de estas mutaciones aleatorias o fuera de la región diana ("off targets" en inglés) de las guías diseñadas han surgido herramientas de estudio de estas regiones de una forma automatizada como la herramienta VIVO. VIVO es un “sistema de detección in vivo de off-targets”. Esta herramienta es un método eficiente para la detección de las zonas de edición fuera de la región diana a la cual orientamos las guías RNA del sistema de edición genómica CRISPR /Cas. Actualmente es el único método que cuenta con una observación inicialmente in vitro de los posibles off-targets de las guías con una posterior comprobación in vivo de la acción real de las guías RNA. El sistema VIVO nos permite detectar y cuantificar las regiones fuera de la diana o "target" de las nucleasas, de esta forma se busca definir que generando una guía RNA bien diseñada esta carece de off-targets o mutaciones aleatorias.
El sistema VIVO se compone de dos etapas consecutivas:
a) CIRCLEseq : es un método in vitro para la determinación de los posibles off-targets que puede generar una RNA guía en unas células determinadas. Esta etapa se basa en la localización de regiones del DNA donde pueda producir un corte la Cas9 debido a que estas regiones son complementarias a los RNA guías diseñados. Esas regiones del DNA se cortan y se anillan, dando lugar a fragmentos circulares de DNA con regiones para el corte mediado por Cas9 y otras sin región reconocida por la Cas9 que se van a degradar mediante un tratamiento con exonucleasas. Los fragmentos circulares deseados se someten a una linealización mediante el uso de la Cas9 .Los fragmentos lineales adquieren un ligando adaptador, se someten a PCR y posteriormente se analizan mediante técnicas de secuenciación. Cada una de las secuencias obtenidas corresponderá a un posible off-target de la Cas9 mediante el uso de las guías diseñadas.
b) Comprobación in vivo: a partir de los datos obtenidos mediante CIRLCE seq se comprueba que realmente se produce un corte en esas regiones del DNA mediante la Cas9 in vivo .Para ello se utiliza un tejido al que se aplica las Cas9 y se observa si las regiones predichas por CIRCLE seq realmente se cortan por las nucleasas. 

## Evolución, diversidad
Estudios en Streptococcus thermophilus fueron los primeros indicativos de cómo los CRISPRs mueven a la evolución de fagos y bacterias.  Un espaciador CRISPR debe corresponder perfectamente a la secuencia del gen objetivo del fago. Los fagos pueden seguir infectando a sus hospederos cuando hay mutaciones puntuales en el espaciador. Se siguen requerimientos similares en el PAM o la cepa seguirá siendo sensible a fagos. El modelo básico de evolución CRISPR se explica como el modelo donde los espaciadores recientemente incorporados llevan a los fagos a mutar sus genomas creando diversidad en las poblaciones tanto de fagos y bacterias.
La evolución CRISPR ha sido estudiada usando la genómica comparativa de muchas cepas de S. thermophilus, Escherichia coli y Salmonella enterica. Un estudio de 124 cepas de S. thermophilus mostró que 26% de todos los espaciadores eran únicos y que los diferentes locus de CRISPR mostraban diferentes tasas de adquisición de espaciadores. Los resultados mostraron que un locus de CRISPR particular puede evolucionar más rápidamente que otros, lo cual ayuda a establecer relaciones filogenéticas entre cepas. Un análisis similar de cepas de E. coli y S. enterica reveló que evolucionaron mucho más lentamente que S. thermophilus. Las cepas de esta última que habían divergido hace más de 250,000 años todavía contenían el mismo complemento de espaciador.
La diversidad de CRISPR se estudió en múltiples comunidades ambientales usando metagenómica. El análisis de los biofilms de los drenajes ácidos de dos minas mostró que uno de los CRISPRs analizados contenía deleciones y espaciadores extensivos en comparación con el otro biofilm, lo cual sugiere una mayor actividad de fagos en una comunidad que en otra. En la cavidad oral, un estudio temporal determinó que aproximadamente del 7 al 22% de los espaciadores eran compartidos en períodos en el tiempo a lo largo de 17 meses en un mismo individuo y menos del 2% de los espaciadores fueron compartidos entre diferentes individuos en cualquier período en el tiempo. Del mismo ambiente, se aisló una cepa particular usando primers de PCR específicos para su CRISPR. A diferencia de los resultados generales de la presencia/ausencia de los espaciadores, los cuales mostraban diversidad significativa, este CRISPR añadió 3 espaciadores a lo largo de 17 meses, lo que sugiere que incluso en un ambiente con diversidad importante de CRISPR algunos locus evolucionan lentamente. Los CRISPRs también han sido analizados desde los metagenomas producidos por el proyecto del microbioma humano. Aunque la mayoría de los CRISPRs eran específicos en un sitio, algunos CRISPRs dentro del sitio eran ampliamente encontrados entre individuos. Uno de esos locus de CRISPR se originó con estudios de especies de Streptococcus y contuvieron ~15,000 espaciadores, 50% de los cuales eran únicos. De modo similar a los estudios dirigidos de la cavidad oral, algunos de los CRISPRs mostraron poca evolución entre períodos en el tiempo.
La evolución CRISPR ha sido estudiada en quimiostatos usando S. thermophilus para examinar de manera explícita la tasa de adquisición de espaciadores. En el período de una semana, cepas de S. thermophilus adquirieron hasta tres espaciadores cuando eran expuestos ante solo un fago. En el mismo periodo de tiempo, el fago desarrolló varios SNPs que se quedaron fijos es la población, lo que sugiere que CRISPR había prevenido la replicación de todos los otros tipos de fagos sin estas mutaciones. Otros experimentos, también con S. thermophilus, mostraron que los fagos pueden infectar y replicarse en hospederos que tienen solo un espaciador y que los hospederos sensibles existen en ambientes con altas concentraciones de fagos. Los estudios por quimiostatos y observaciones en los CRISPRs sugieren muchas consecuencias al resultado de la evolución de CRISPR y fagos.

## Identificación bioinformática de los CRISPR en genomas y metagenomas
Los CRISPRs están altamente distribuidos entre bacterias y arqueas y muestran similitudes en las secuencias, sin embargo su característica principal son sus espaciadores repetidos y repeticiones directas. Esta característica hace a los CRISPRs fáciles de identificar en largas secuencias de ADN, ya que el número de copias repetidas disminuye la posibilidad de una unión tipo falso positivo.  En la actualidad hay tres programas utilizados para la identificación de repeticiones CRISPR que buscan repeticiones interespaciadas en secuencias grandes: CRT, PILER-CR y CRISPRfinder.
El análisis de los CRISPRs en los datos de metagenómica es mucho más exigente, ya que los locus de CRISPR no suelen ensamblarse debido a su naturaleza repetitiva ni por variación de cepas, lo cual confunde a los algoritmos. Mientras que hay muchos genomas de referencias disponibles, la PCR se puede utilizar para amplificar matrices CRISPR y así analizar el contenido de los espaciadores. Sin embargo, este enfoque solamente dará información de CRISPRs específicamente buscados y en organismos con suficiente representación en bases de datos públicas para poder hacer el diseño de primers de PCR confiables.
El enfoque alterativo es extraer y reconstruir matrices CRISPR basándose en datos metagenómicos al azar. La identificación de los arreglos de CRISPR de lecturas metagenómias es una tarea computacionalmente más difícil, particularmente con las tecnologías de secuenciación de segunda generación (como son 454, Illumina), ya que las longitudes cortas previenen que más de dos o tres unidades repetidas se presenten en una sola lectura. La identificación de CRISPR en lecturas crudas se logra usando puramente identificación denovo o al usar secuencias repetidas directas en arreglos CRISPR parcialmente ordenados como herramienta para identificar repeticiones directos en lecturas individuales.

## Importancia evolutiva
Un estudio bioinformático mostró que los CRISPRs son evolutivamente conservados y que se pueden aglomerar en tipos relacionados. Muchos muestran la posibilidad de una estructura secundaria conservada.
A través del mecanismo CRISPR/Cas, las bacterias pueden adquirir inmunidad a ciertos fagos y por ende detener la consecuente transmisión de estos fagos. Por esta razón los CRISPR/Cas se describen como un mecanismo de herencia Lamarckiano. Otros han investigado la coevolución de los genomas vitales y hospederos.
Las proteínas Cas9 están altamente enriquecidas en bacterias patogénicas y comensales. La regulación mediada por CRISPR/Cas puede contribuir a la regulación de los genes endógenos bacterianos, particularmente en la interacción bacteriana con hospederos eucariontes. Por ejemplo, la proteína Cas9 de Francisella novicida usa un pequeño y único ARN asociado a CRISPR/Cas para reprimir un transcrito endógeno que codifica para una lipoproteína bacteriana que es crítica para F. novicida para reducir la respuesta del hospedero y promover la virulencia.

## Aplicaciones
La prueba que demostró el principio de la redirección específica del sistema CRISPR/Cas llegó en 2012 y fue un primer paso para la materialización de propuestas para la biotecnología derivada de CRISPR:
- Inmunización artificial contra fagos por introducción de locus CRISPR en bacterias industrialmente importantes, incluyendo a esas utilizadas en la producción de comida y fermentaciones a gran escala.
- La ingeniería genética a nivel celular u organísmico al reprogramar un sistema CRISPR/Cas para lograr ingeniería del genoma guiada por ARN. Los estudios lo han demostrado tanto in vitro[23][48] como in vivo[30][114][115][116]
- Discriminación de cepas bacterianas por comparación de secuencias espaciadoras

### Terapias
Editas Medicine, una start up de 43 millones de dólares, busca desarrollar tratamientos que usen CRISPR/Cas para hacer ediciones desde pares de bases específicas hasta segmentos más grandes de ADN. Algunas enfermedades heredadas como la fibrosis quística y la anemia son causadas por mutaciones de un solo par de bases; la tecnología CRISPR/Cas tiene el potencial de corregir esos errores.  El gen "corregido" permanece en su lugar habitual en su cromosoma, quien contiene la forma en que la célula normalmente activa o inhibe su expresión.
Después de cultivar precursores de células sanguíneas llamados hemocitoblastos de la médula ósea de un paciente, la cirugía genética con CRISPR podría corregir el gen defectuoso. Entonces las células con el genoma corregido serían reintroducidas a la médula del paciente, que ahora producirá células sanas. Reemplazar el 70% de las células defectuosas significaría tener una cura. Antes de que pueda usarse clínicamente, la compañía debe poder garantizar que solo la región objetivo será afectada y debe determinar cómo entregar la terapia a las células del paciente. En 2014, investigadores de la UCSF usaron a los CRISPR para crear versiones sanas de células madre de pacientes con beta-talasemia. En 2020 la empresa CRISPR Therapeutics anunció que a junio de 2020, 5 pacientes con beta-talasemia, y dos pacientes con anemia falciforme, habían sido tratados exitosamente con CTX001. CTX001 es una terapia en desarrollo que las empresas Vertex Pharmaceuticals y CRISPR Therapeutics tienen en desarrollo.    En la noticia se indicó que dos pacientes de beta-talasemia a los 5 y 15 meses después de la edición del gen que reprime la expresión del gen de la hemoglobina fetal (HbF) eran independientes de transfusiones; y que un paciente que presenta la enfermedad de células falciformes, o anemia falciforme, a los 9 meses de la edición CTX001 se presenta libre de las crisis vasooclusivas de la enfermedad.
Otras patologías que se podrían tratar con CRISPR incluyen la enfermedad de Huntington, los efectos de la vejez, esquizofrenia y autismo e inclusive la modificación de ADN en embriones vivos.
Mejorar el sistema de dirección es fundamental antes de que CRISPR pueda ser utilizado en aplicaciones médicas. Los ARN guía existentes podrían trabajar sobre secuencias que difieren en algunas pares de bases de la secuencia objetivo.

En 2017 dos mellizas chinas fueron modificadas genéticamente mediante CRISPR, modificando el gen CCR5, para conseguir que fueran resistentes contra el VIH, virus causante del sida que afectaba a su padre.

### Modelos murinos
CRISPR simplifica la creación de modelos de ratones y reduce el tiempo requerido de meses a tan solo semanas. El knockdown de genes endógenos ha sido logrado por transfección con un plásmido que contiene un área CRISPR con un espaciador, que inhibe un gen objetivo. La inyección de cigotos de ratón con Cas9 y dos ARN guía pudo lograr desactivar dos genes con el 80% de eficacia. La llamada reparación dirigida por homología involucra el uso de Cas9 para "cortar" al ADN, y así introducir nuevas partes génicas al cigoto.

### Agricultura

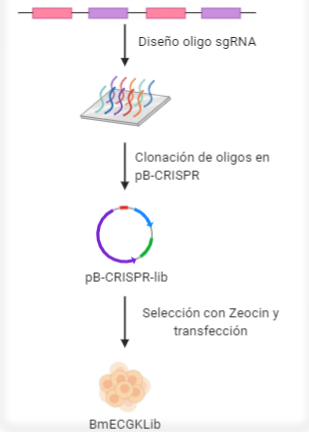
Librería de gusano de la seda con CRISPR Cas9

En 2014, el investigador chino Gao Caixia aplicó para patentes para la creación de una cepa de trigo que es resistente al oídio. A la cepa le faltan genes que producen proteínas que reprimen las defensas en contra del oídio. Los investigadores borraron todas las copias de los genes del genoma hexaploide del trigo. La cepa promete reducir o eliminar el gran uso de fungicidas para controlar la enfermedad. Gao usó los sistemas de edición génica transcription activator-like effector nuclease (TALENs) y CRISPR para agregar o cambiar ningún otro gen. Aún no ha habido pruebas de campo.

### Entomología
En las células diploides eucariotas los análisis de perdida de función se han realizado primariamente por siRNA. En cambio, en los últimos años la tecnología CRISPR asociada a la proteína Cas9 ha adquirido una gran importancia.  El sistema CRISPR es eficiente identificando genes en la resistencia de fármacos, tumorogénesis, respuesta inmune, interacciones con patógenos e inmunoterapia para el cáncer. Un ejemplo de esto es el estudio realizado en Bombyx mori que identificó los genes relacionados con su viabilidad celular, crecimiento, interacciones huésped-patógeno y resistencia a la temperatura, caracterizando más de 6000 genes diferentes.

### Identificación de elementos funcionales en regiones genómicas no codificantes
Marcadores moleculares como el estado epigenético, la accesibilidad a la cromatina, la vinculación de factores de transcripción y la conservación evolutiva, se correlacionan con elementos funcionales putativos en el genoma no codificante y pueden predecir su función reguladora. Sin embargo, estas predicciones superan en gran medida las regiones que carecen de características, y es difícil determinar qué características desempeñan un papel correlativo o verdaderamente causal en la función o en el fenotipo.
Los esfuerzos para determinar la causalidad se han basado en la utilización de fragmentos de ADN preseleccionados , basándose en su expresión como sustituto de la función, pero estos métodos carecen del contexto de la cromatina local y de las interacciones reguladoras más amplias. Por lo tanto, existe la necesidad de enfoques sistemáticos para cribar variantes no codificantes y determinar si y cómo afectan a los fenotipos en un contexto biológico nativo. Para ello, se diseñó un método de alto rendimiento que utilizaba una biblioteca de ARN guía en CRISPR-Cas9 para la detección genómica de locus no codificantes con el fin de identificar las regiones funcionales relacionadas con el fenotipo y la regulación de genes. En combinación con otros ensayos de todo el genoma, se demuestra el alto rendimiento de la técnica en la identificación de las regiones donde los cambios en el contexto de la cromatina y factores de transcripción que se unen a estas regiones están causalmente vinculados a la pérdida de expresión génica y un fenotipo relevante de la enfermedad.
Un ejemplo aplicado de esta técnica es la detección de localizaciones genómicas no codificantes que modulan la resistencia a los fármacos:
El Vemurafenib inhibe las proteínas B-Raf portadoras de la mutación (cambio de valina por glutamato en la posición 600), que se encuentra en el 50 al 70% de los melanomas. La resistencia al vemurafenib surge en cuestión de meses en casi todos los pacientes con melanoma, y las células tumorales supervivientes muestran un aumento de la malignidad que conduce rápidamente a la letalidad. Una criba de CRISPR a escala genómica encontró que las mutaciones de pérdida de función en los genes NF1, NF2 y CUL3 producen resistencia a vemurafenib. Para explorar si las mutaciones en las regiones no codificantes, alrededor de estos tres genes, podrían afectar de manera similar a la resistencia a los fármacos, se hizo uso de tres bibliotecas de sgRNAs que mapeaban a lo largo de 100kb en las regiones 5' y 3' de las principales isoformas de cada gen. Se concluyó que las mutaciones en la región no codificante 5' del gen CUL3 alteran los entornos locales epigenéticos y la interacción con distintos factores de transcripción (yin yang 1 (YY1), zinc finger protein 263 (ZNF263), CCCTC-binding factor (CTCF), y el complejo activation-protein 1 (AP-1) formado por Jun:Fos). Estas regiones no codificantes son de alta importancia en la regulación de genes y la resistencia quimioterapéutica y farmacológica.

## Funciones

### Edición
Los CRISPRs pueden agregar y eliminar pares de bases en locus de ADN altamente específicos. Se han usado los CRISPRs para cortar más de cinco genes a la vez.

### Knockoutreversible
Los "CRISPRi", análogos a los ARNi, tienen la capacidad de desactivar los genes en un modo reversible al ser específicos pero sin hacer cortes. En bacterias, la presencia es lo único que se necesita para detener la transcripción, pero en aplicaciones de mamíferos, una sección de proteína es añadida. Guía al ARN que es específico para el ADN regulatorio, que son promotores que preceden al gen de interés.

### Activación
La Cas9 se usó para llevar factores de transcripción sintéticos (fragmentos proteicos que encienden genes) que activaban genes humanos específicos. Esta técnica logró un fuerte efecto al dirigir múltiples constructos de CRISPR a lugares ligeramente diferentes en el promotor del gen.
Los genes incluían algunos atados a enfermedades humanas, diferenciación muscular, cáncer, inflamación y de producción de hemoglobina fetal.

### Uso por fagos
Otro mecanismo para la defensa de las bacterias contra invasión de fagos es teniendo islas genómicas. Un subtipo de islas llamada phage-inducible chromosomal island (PICI) es cortada del cromosoma bacteriano cuando se presenta la infección por fago y puede inhibir su replicación. Los mecanismos que inducen el sistema PICI y cómo PICI inhibe la replicación del fago no se tienen entendidos hasta ahora. Un estudio mostró que el fago lítico ICP1, el cual específicamente ataca al serotipo 01 de Vibrio cholerae ha adquirido un sistema CRISPR/Cas que apunta a un elemento de tipo PICI en V. cholera. El sistema tiene dos locus CRISPR y 9 genes Cas. Parece ser que es homólogo al sistema 1-F system encontrado en Yersinia pestis. Además, igual que el sistema bacteriano CRISPR/Cas el sistema ICP1 CRISPR/Cas puede adquirir nuevas secuencias, lo cual permite al fago coevolucionar con su hospedador.

## Automatización y soporte de librerías
Existe un software gratuito para diseñar ARN y poder identificar cualquier gen deseado. El repositorio de Addgene ofrece a los académicos la posibilidad de crear su propio sistema ”CRISPR system" por 65 dólares. En 2013 Addgene distribuyó más de 10 000 constructos de CRISPR. La asociación ha recibido secuencias génicas activadoras de CRISPR de 11 equipos de investigación independientes.

## Propiedad intelectual
Hasta diciembre de 2014, los derechos sobre la patente de CRISPR estuvieron impugnados.
El 12 de mayo de 2012 fue solicitada por el equipo de Doudna una aplicación de patente provisional sobre el uso del sistema CRISPR para la edición de genes y regulación de expresión génica. Fueron combinadas el 6 de marzo de 2014 aplicaciones subsecuentes. Los resultados fueron publicados por la oficina de patentes estadounidense (USPTO). Los derechos de patente fueron asignados por los inventores a los regentes de la Universidad de California y la Universidad de Viena.
Por su parte, Feng Zhang en el Broad Institute, que había desarrollado y demostrado la tecnología CRISPR en células humanas, ha obtenido una patente de CRISPR para células con núcleo: células de animales (incluidos los humanos) y de plantas. Según Zhang, las predicciones formuladas por Doudna en su propia aplicación de patente de que su descubrimiento podría funcionar en humanos fueron una "mera conjetura", mientras que él fue el primero en demostrarlo en un acto de invención separado y "sorprendente". Esta segunda patente es controvertida, ya que otros científicos sugieren que, en términos de propiedad intelectual, era evidente que la tecnología CRISPR funcionaría en células humanas y por tanto la invención de Zhang no sería merecedora de una patente propia. Desde diciembre de 2014 se espera que Doudna y Charpentier planteen su oposición contra la patente del Broad Institute.
En febrero de 2017, la Oficina de Patentes de los Estados Unidos se pronunció sobre un caso de interferencia de patente presentado por la Universidad de California con respecto a las patentes emitidas al Broad Institute, y encontró que las patentes Broad, con reivindicaciones que abarcaban la aplicación de CRISPR/cas9 en células eucariotas, eran distintas de los inventos reclamados por la Universidad de California.
Hasta noviembre de 2013, SAGE Labs (ahora parte del grupo Horizon Discovery) tenía derechos exclusivos de una de esas empresas para producir y vender ratas genéticamente modificadas y derechos no exclusivos para modelos de ratones y conejos. En 2015, Thermo Fisher Scientific había autorizado la propiedad intelectual de ToolGen para desarrollar kits de reactivos CRISPR.
Hay que aclarar que el sistema CRISPR fue descubierto por primera vez, por un grupo de científicos japoneses en 1987 liderado por Yoshizumi Ishino, años después fue encontrado de nuevo de forma independiente por el microbiólogo alicantino Francis Mojica, actual profesor titular de la Universidad de Alicante.

## Cortadores alternativos

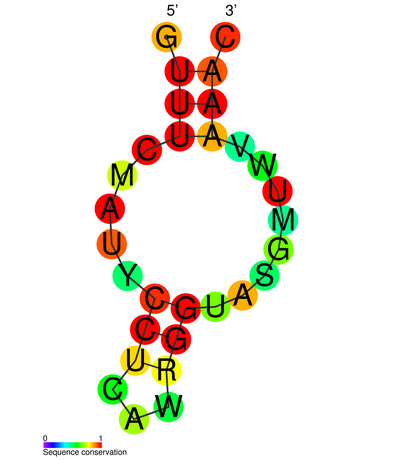
CRISPR-DR2:  Estructura secundaria tomada de la base de datos Rfam Familia   RF01315.
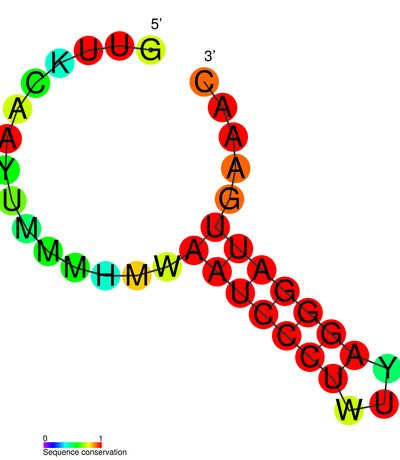
CRISPR-DR5:  Estructura secundaria tomada de la base de datos Rfam Familia   RF011318.
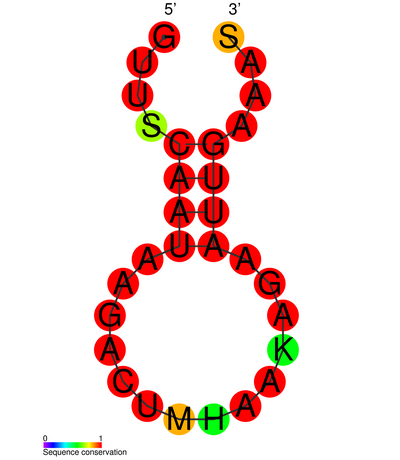
CRISPR-DR6:  Estructura secundaria tomada de la base de datos Rfam Familia   RF01319.
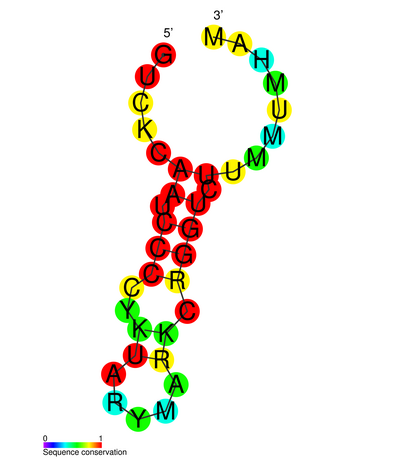
CRISPR-DR8:  Estructura secundaria tomada de la base de datos Rfam Familia   RF01321.
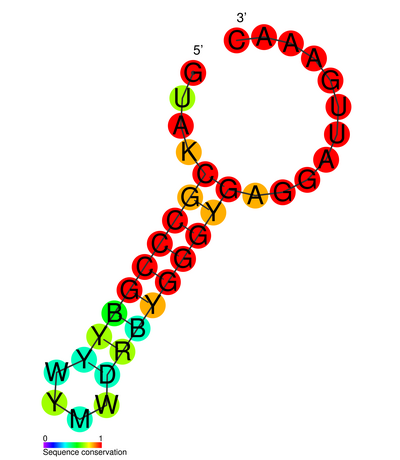
CRISPR-DR9:  Estructura secundaria tomada de la base de datos Rfam Familia  RF01322.
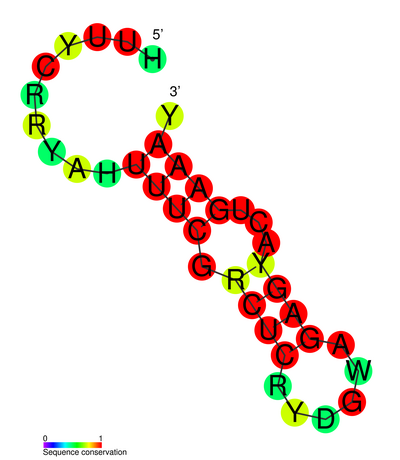
CRISPR-DR19:  Estructura secundaria tomada de la base de datos Rfam Familia  RF01332.
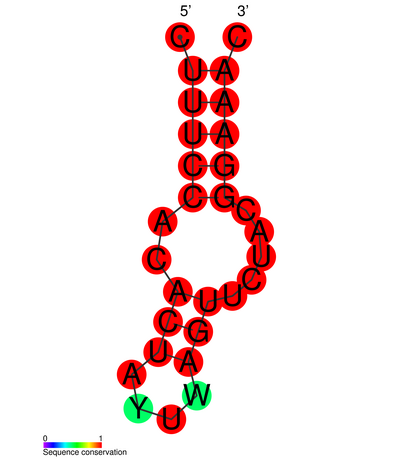
CRISPR-DR41:  Estructura secundaria tomada de la base de datos Rfam Familia  RF01350.
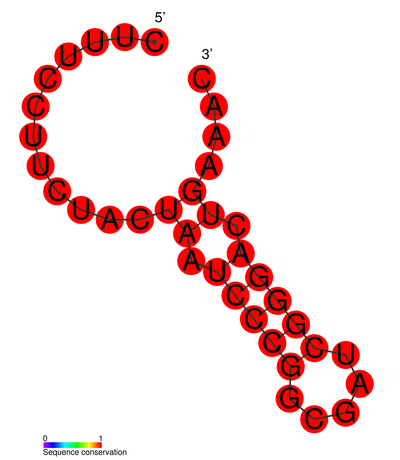
CRISPR-DR52:  Estructura secundaria tomada de la base de datos Rfam Familia  RF01365.
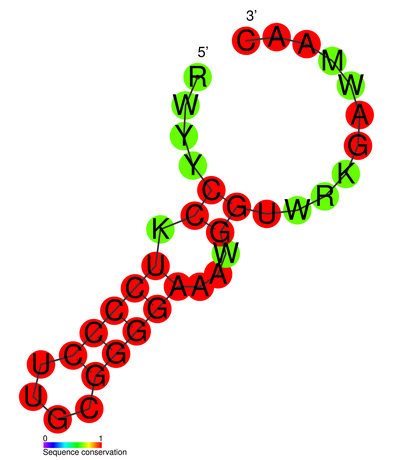
CRISPR-DR57:  Estructura secundaria tomada de la base de datos Rfam Familia  RF01370.
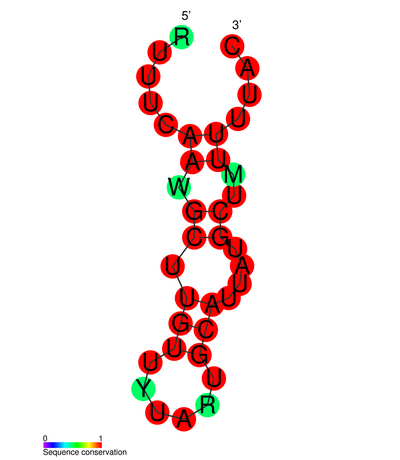
CRISPR-DR65:  Estructura secundaria tomada de la base de datos Rfam Familia  RF01378.

## Riesgos
Según investigadores del Instituto Wellcome Sanger en Inglaterra, la edición genética puede llevar a mutaciones no directamente relacionadas con el sitio de edición del genoma. La complejidad y la interrelación entre genes editados y no editados podría afectar a la salud de personas con genes editados. Estas mutaciones, al ser genéticas, pueden ser transmitidas a la descendencia. En su monografía El fenotipo revolucionario (The revolutionary phenotype), el neurólogo canadiense Jean-François Gariépy desarrolla una teoría basada en la Hipótesis del mundo de ARN en que la edición del genoma humano podría llegar a un reemplazo de la reproducción biológica. En lugar de la presente reproducción biológica, podría formarse una reproducción controlada por científicos usando programas informáticos para cumplir los deseos de los padres eligiendo una edición genética para sus hijos.